# Augustin Diamacoune Senghor
Augustin Diamacoune Senghor (ur. 1928 – zm. 13 stycznia 2007 w Paryżu) – ksiądz katolicki, senegalski polityk, przywódca Ruchu Demokratycznych Sił Casamance walczących o secesję Casamance od Senegalu.
Senghor był księdzem kościoła katolickiego i jako proboszcz katedry w Ziguinchor reaktywował w 1981 Ruch Demokratycznych Sił Casamance, który zapoczątkował separatystyczną rebelię w Casamance. Senghor miał nacjonalistyczne poglądy i domagał się dla Casamance niepodległości. W trakcie manifestacji w Ziguinchor z 26 grudnia 1982, księdza Senghora jako lidera ruchu niepodległościowego aresztowano i skazano na pięć lat więzienia. Charyzmatycznego polityka ponownie aresztowano w 1990, kiedy partyzanci podjęli ofensywę. Po roku w wyniku mediacji wypuszczono go wraz z innymi działaczami na wolność.
Po opuszczeniu więzienia udał się na emigrację do Gwinei Bissau. Przez swoją działalność polityczną ojciec Senghor pozostawał w napiętych stosunkach z Watykanem. Jednak gdy zaczął się skłaniać do rozwiązania konfliktu na drodze negocjacji, stosunki te ocieplały się i w lutym 1992 spotkał się z papieżem Janem Pawłem II podczas jego pielgrzymki apostolskiej do Senegalu.
Przez kolejną falę walk w Casamance, władze w Bissau wydały Senghora Dakarowi, który umieścił go w areszcie domowym. Swobodę odzyskał w 1997, jednak nadal był inwigilowany przez władze. Przez układanie się z senegalskim rządem, utracił autorytet wśród młodych bojowników Ruchu Demokratycznych Sił Casamance. 30 grudnia 2004 ojciec Senghor i minister spraw wewnętrznych Senegalu, Ousman Ngom, podpisali w Ziguinchor porozumienie pokojowe, jednakże nie zakończyło ono konfliktu, gdyż porozumienia nie respektowały frakcje, które wcześniej wyłamały się spod zwierzchnictwa Senghora.
Ojciec Senghor zmarł w wieku 78 lat, 13 stycznia 2007 w wojskowym szpitalu Val-de-Grâce w Paryżu.